# ORP Burza
 (juillet 2013).
Si vous disposez d'ouvrages ou d'articles de référence ou si vous connaissez des sites web de qualité traitant du thème abordé ici, merci de compléter l'article en donnant les références utiles à sa vérifiabilité et en les liant à la section « Notes et références ».
Le ORP Burza (Tempête en polonais), était avec l'ORP Wicher, son sister-ship, un torpilleur polonais du type 1 500 tonnes construit aux Chantiers navals français de Blainville-sur-Orne et entré en service le 10 août 1929. 

## Conception
Le Burza et le Wicher étaient des torpilleurs d'escadre de la classe Bourrasque. Ils leur étaient en tous points identiques à l'exception de l'arrière. En effet, les torpilleurs français étaient équipés de 2 grenadeurs de sillage alors que les torpilleurs polonais étaient gréés en mouilleurs de mines.

## Histoire
Le Burza participe en 1933 aux opérations de secours après le naufrage du sous-marin Prométhée (Q153). 
Le 30 août 1939, il reçut l'ordre de rallier le Royaume-Uni où il arriva la nuit du 1er septembre. En avril et mai 1940, il participa à la campagne de Norvège et à la bataille de France. 
Attaché à la mission navale polonaise de Gibraltar, il transporta en Écosse, des militaires polonais évadés qui souhaitaient rejoindre l'armée polonaise reconstituée en Grande-Bretagne. Par ailleurs, il assura plusieurs missions d'escorte de convois.
Le 22 février 1943, en escortant le convoi ON-166 (en) dans l'Atlantique, il coula l'U-boot U-606,. Il fut transformé en 1944 en navire-école, et en 1945 en navire ravitailleur de sous-marins.
À la mi-juillet 1951, il est remorqué à Gdynia en Pologne. Le 3 avril 1955, il est incorporé dans la Marine de guerre en tant que bâtiment de défense anti-aérienne. Rayé des listes de la flotte le 24 février 1960, le 31 mai il est utilisé comme navire musée. Le 31 décembre 1976, il est condamné définitivement et démoli en 1977.

## Liens externes

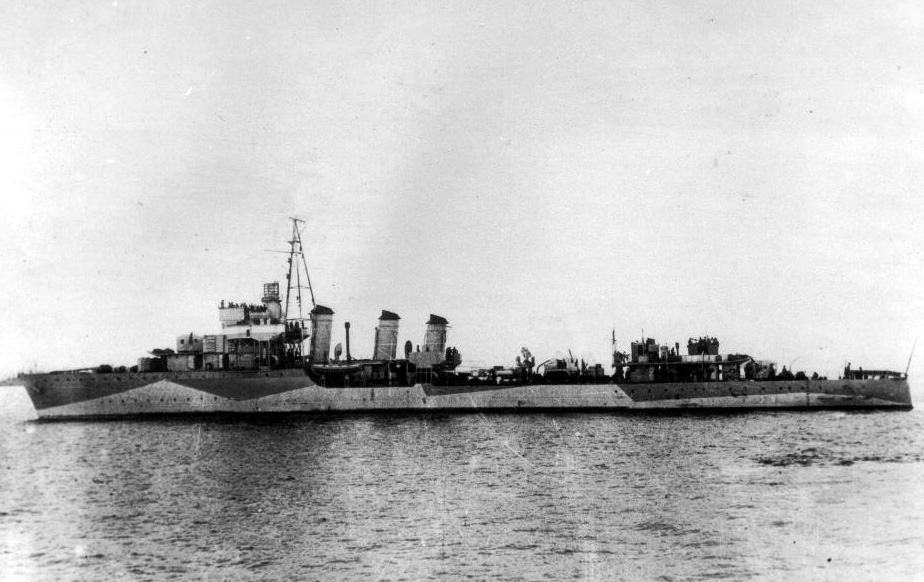
Le Burza en Grande-Bretagne en 1940.